# San Francisco de Olivenza
San Francisco de Olivenza es una pedanía del municipio español de Olivenza, perteneciente a la provincia de Badajoz (comunidad autónoma de Extremadura). La soberanía española sobre este pueblo aún no es reconocida por Portugal, que la reclama basándose en el congreso de Viena, de 1815.

## Situación
Está situada a 11 km de Olivenza, al oeste de la carretera que la une con Badajoz. El núcleo más cercano es San Rafael de Olivenza.

## Historia
En esta pedanía se han encontrado restos arqueológicos de la era romana, y restos de una iglesia visigoda, perteneciente al grupo de monumentos de la Alta Edad Media, descubierto en una época relativamente reciente.
Creado en el llamado Plan Badajoz, es uno de los típicos pueblos de regadío construidos por orden del dictador Francisco Franco, sobre proyectos hidráulicos de muchos años atrás (de época de Primo de Rivera y de la II República).  Se encuentra situada junto a la Ribera de Olivenza. Su sustento inicial era fundamentalmente agrícola, en la actualidad se ha abandonado está forma de sustento.
Para llegar al pueblo puedes hacerlo procedente desde Badajoz (situado a 25 km) o desde Olivenza (situada a 11 km) por la carretera EX-107, y en el punto kilométrico 17.5 km, accedes a la carretera hacia San Francisco de Olivenza (4 kilómetros).
Fundado en 1956. En el 2006 hubo un acto conmemorativo donde se recordó y se honró a los pioneros y pioneras que pusieron las bases de lo que hoy conocemos.

## Población
En la actualidad cuenta con una población de 465 habitantes (INE 2021).

## Fiestas
Sus fiestas se celebran el primer fin de semana de octubre coincidiendo con la festividad de su patrón, San Francisco de Asís.

## Patrimonio
Iglesia parroquial católica bajo la advocación de San Francisco de Asís, en la Archidiócesis de Mérida-Badajoz.
Sus gentes, consideradas como cordiales y amables. En San Francisco de Olivenza, reza el dicho de que "En San Francisco de Olivenza nadie es forastero"